# Was Gott tut, das ist wohlgetan, BWV 98

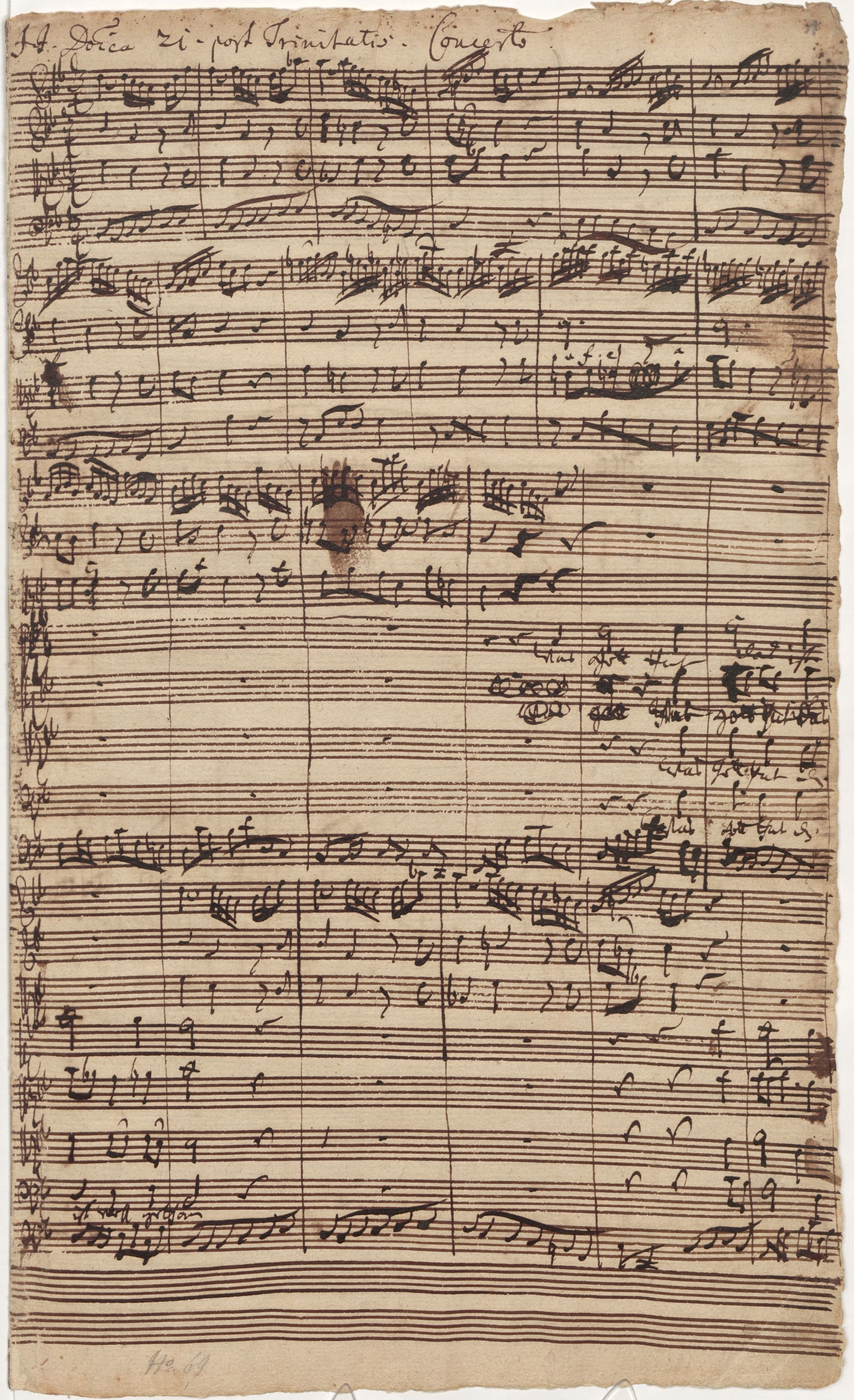
Primera pàgina de la partitura manuscrita de la cantata Was Gott tut, das ist wohlgetan, BWV 98, de Johann Sebastian Bach (1726)

Was Gott tut, das ist wohlgetan, BWV 98 (Tot el que Déu fa, està ben fet), és una cantata religiosa de Johann Sebastian Bach per al vint-i-unè diumenge després de la Trinitat, estrenada a Leipzig el 10 de novembre de 1726.

## Origen i context
L'autor, anònim, empra la primera estrofa de l'himne que li dona títol de Samuel Rodigast (1674), en el coral inicial. Es conserven altres dues cantates amb el mateix títol, i que segueixen aquesta en el catàleg, la BWV 99, més antiga, de l'any 1724 i la BWV 100, més moderna, composta entre 1732 i 1735. El tema de la cantata és la confiança en Déu, d'acord amb l'evangeli del dia Joan (4, 47), que narra la curació del fill d'un funcionari reial de 
Cafarnaüm. Per a aquest diumenge es conserven, a més, les cantates BWV 38, BWV 109 i BWV 188.

## Anàlisi
Obra escrita per a soprano, contralt, tenor, baix i cor; dos oboès, oboe da caccia, corda i baix continu. Consta de cinc números, sense el típic coral final.
1. Cor: Was Gott tut, das ist wohlgetan (Tot el que Déu fa, està ben fet)
2. Recitatiu (tenor): Ach Gott! Wenn wirst du mich einmal (Ai, las! Déu meu, quan m'alleujaràs)
3. Ària (soprano): Hört, ihr Augen, auf zu weinen! (No ploreu més, ulls meus!)
4. Recitatiu (contralt): Gott hat ein Herz, das des Erbarmens Überfluss  (Déu té un cor que sobreïx misericòrdia)
5. Ària (baix): Meinen Jesum lass ich nicht (No deixaré el meu Jesús)

El número inicial és una fantasia sobre el coral que li dona títol amb una melodia de Severus Gastorius de 1681, publicada en el cançoner de Nuremberg, en què el primer violí és el protagonista, amb una disposició harmònica del cor lleugerament contrapuntística. A continuació hi ha dos blocs de recitatiu i ària, el primer a càrrec de les veus agudes, tenor i soprano, respectivament, i el segon per al contralt i el baix.
Els dos recitatius, números 2 i 4, de poca rellevància musical, impulsen els fidels a confiar en el poder de Jesús. Les dues àries venen ornamentades amb una part instrumental obligada; a la número 3, de soprano amb l'oboè, hi ha dos moments interessants per la càrrega expressiva, sobre les paraules lebet (viure) i weinen (plorar). L'última ària de baix, amb els violins a l'uníson, clou la cantata, que no conté un coral final, però comença amb el text Meinen Jesum lass ich nicht (No deixaré el meu Jesús), que és l'íncipit d'un coral de Christian Keimann (1658). Té una durada aproximada d'un quart d'hora.

## Discografia seleccionada
- J.S. Bach: Das Kantatenwerk. Sacred Cantatas Vol. 5. Gustav Leonhardt, Knabenchor Hannover (Heinz Henning, director), Collegium Vocale Gent (Philippe Herreweghe, director), Leonhardt-Consort, Claus Lengert (solista del cor), Paul Esswood, Kurt Equiluz, Max van Egmond. (Teldec), 1994.
- J.S. Bach: The complete live recordings from the Bach Cantata Pilgrimage. CD 49: Old Royal Naval College Chapel, Greenwich; 11 i 12 de novembre de 2000. John Eliot Gardiner, Monteverdi Choir, English Baroque Soloists, Joanne Lunn, William Towers, Paul Agnew, Gotthold Schwarz. (Soli Deo Gloria), 2013.
- J.S. Bach: Complete Cantatas Vol. 18. Ton Koopman, Amsterdam Baroque Orchestra & Choir, Johannette Zomer, Bogna Bartosz, Christoph Prégardien, Klaus Mertens. (Challenge Classics), 2005.
- J.S. Bach: Cantatas Vol. 48. Masaaki Suzuki, Bach Collegium Japan, Hana Blazikova, Robin Blaze, Satoshi Mizukoshi, Peter Kooij. (BIS), 2011.
- J.S. Bach: Church Cantatas Vol. 31. Helmuth Rilling, Gächinger Kantorei, Bach-Collegium Stuttgart, Arleen Augér, Julia Hamari, Lutz-Michael Harder, Walter Heldwein. (Hänssler), 1999.
- J.S. Bach: Cantatas for the Liturgical Year Vol. 1. Sigiswald Kuijken, La Petite Bande, Sophie Karthauser, Petra Noskaiova, Christoph Genz, Dominik Worner. (Accent), 2006.